# Матч звёзд КХЛ 2026
16-й матч всех звёзд Континентальной хоккейной лиги, который пройдет 7-8 февраля 2026 году в Екатеринбурге, на домашнем стадионе хоккейного клуба «Автомобилист». Екатеринбург первый раз выбран местом проведения Матча звёзд КХЛ.

## Формат
Матч звёзд пройдет в формате мини-турнира: матчи по 20 минут, команды в составе 3 на 3 полевых игрока. По истечении 10 минут каждого матча команды меняются воротами. При ничейном счёте после 20 минут победитель определится в серии буллитов без овертайма.